# Бахреин на Светском првенству у атлетици на отвореном 2011.
Бахреин је учествовао на 13. Светском првенству у атлетици на отвореном 2011. одржаном у Тегу од 27-4. септембра. Репрезентацију Бахреина представљало је 11 такмичара (5 мушкараца и 6 жена) који су се такмичили у 8 атлетских дисциплина (4 мушке и 4 женске). , 
На овом првенству Бахреин није освојио ниједну медаљу. Постављен је 1 национални и 1 лични рекорд, као и 1 лични рекорд сезоне. У табели успешности према броју и пласману такмичара који су учествовали у финалним такмичењима (првих 8 такмичара) Бахреин је 3 учесника у фуналу делио 48 место са 6 бодова.
Најуспешнији такмичар Бахреина била је Шитаје Ешете, која је у дисциплини трчање на 10.000 м освојила 6 место и поставила национални рекорд.
| Плас. | Земља   | 1. место | 2. место | 3. место | 4. место | 5. место | 6. место | 7. место | 8. место | Бр. финал. | Бод. |
| ----- | ------- | -------- | -------- | -------- | -------- | -------- | -------- | -------- | -------- | ---------- | ---- |
| =48.  | Бахреин | 0        | 0        | 0        | 0        | 0        | 1        | 1        | 1        | 3          | 6    |

## Учесници
| Мушкарци: - Јусуф Саад Камел — 1.500 м - Билисума Шуги — 5.000 м - Дежене Регаса — 5.000 м - Али Хасан Мабуб — 10.000 м - Халид Камал Јасин — Маратон | Жене: - Мими Белете — 1.500 м - Марјам Јусуф Џамал — 1.500 м - Гензеб Шуми — 1.500 м - Теџиту Даба — 5.000 м - Шитаје Ешете — 10.000 м - Лисхан Дула — Маратон |  |

## Резултати

### Мушкарци
| Атлетичар         | Дисциплина | Лични рекорд | Група    | Група              | Полуфинале           | Полуфинале  | Финале               | Финале             | Детаљи |
| Атлетичар         | Дисциплина | Лични рекорд | Резултат | Место              | Резултат             | Место       | Резултат             | Место              | Детаљи |
| ----------------- | ---------- | ------------ | -------- | ------------------ | -------------------- | ----------- | -------------------- | ------------------ | ------ |
| Јусуф Саад Камел  | 1.500 м    | 3:31,56      | 3:40,27  | 5. у гр. 3 КВ, ЛРС | 3:47,18              | 6. у гр. 1  | Није се квалификовао | 18 / 37 (38)       |        |
| Билисума Шуги     | 5.000 м    | 13:06,73     | 13:35,86 | 7. у гр. 1 кв      |                      |             | 13:27,67             | 8/ 36 (38)         |        |
| Дежене Регаса     | 5.000 м    | 13:24,27     | 13:56,83 | 14. у гр. 2        | Није се квалификовао | 27/ 36 (38) |                      |                    |        |
| Али Хасан Мабуб   | 10.000 м   | 27:24,46 НР  |          |                    |                      |             | Нису завршили трку   | Нису завршили трку |        |
| Халид Камал Јасин | Маратон    | 2:11:43      |          |                    |                      |             | Нису завршили трку   | Нису завршили трку |        |

### Жене
| Атлетичарка        | Дисциплина | Лични рекорд | Група    | Група         | Полуфинале            | Полуфинале            | Финале                | Финале     | Детаљи |
| Атлетичарка        | Дисциплина | Лични рекорд | Резултат | Место         | Резултат              | Место                 | Резултат              | Место      | Детаљи |
| ------------------ | ---------- | ------------ | -------- | ------------- | --------------------- | --------------------- | --------------------- | ---------- | ------ |
| Мими Белете        | 1.500 м    | 4:00,25      | 4:13,50  | 2. у гр. 1 КВ | 4:08,42               | 5. у гр. 2 кв         | 4:07,60               | 7/35       |        |
| Марјам Јусуф Џамал | 1.500 м    | 3:56,18 НР   | 4:07,04  | 1. у гр. 3 КВ | 4:08,96               | 3. у гр. 2 КВ         | 4:22,67               | 12/ 35     |        |
| Гензеб Шуми        | 1.500 м    | 4:11,27      | 4:12,32  | 9. у г. 2     | Није се квалификовала | Није се квалификовала | Није се квалификовала | 27/ 35     |        |
| Теџиту Даба        | 5.000 м    |              | 15:33,67 | 2. у гр. 2 КВ |                       |                       | 15:14,62 ЛР           | 9/ 23      |        |
| Шитаје Ешете       | 10.000 м   | 31:53,27 НР  |          |               |                       |                       | 31:21,57 НР           | 6/ 17 (19) |        |
| Лисхан Дула        | Маратон    | 2:26:56 НР   | 2:33:47  | 20/ 44 (55)   |                       |                       |                       |            |        |